# Carena del Bassot (Navès)
La Carena del Bassot és una serra situada al municipi de Navès (Solsonès), amb una elevació màxima de 1.317 metres.